# Liste des aéroports les plus fréquentés en Amérique centrale
Cet article dresse une liste des aéroports les plus fréquentés d'Amérique centrale en trafic passagers, une statistique disponible pour la quasi-totalité des pistes d'atterrissage prises en compte. La liste actuelle vise à inclure tous les aéroports internationaux et nationaux situés dans la zone géographique définie comme l'Amérique centrale, à savoir le Belize, le Guatemala, El Salvador, le Honduras, le Nicaragua, le Costa Rica et le Panama. 
Étant donné que chaque pays dispose d'un organe différent pour contrôler ces statistiques, la compilation des données est difficile et sa distribution n'est pas homogène. Les informations présentées ici représentent les meilleures données disponibles issue de différentes sources. Le classement est effectué en fonction du trafic total de passagers (sauf indication contraire dans les notes de bas de page). Les informations sur les mouvements d'aéronefs ou de fret ne sont pas disponibles pour tous les aéroports. 
Pour des raisons techniques, il est temporairement impossible d'afficher le graphique qui aurait dû être présenté ici.

Voir la requête brute et les sources sur Wikidata.

## Statistiques 2016
|    | Pays       | Nom de l'aéroport                                  | Code IATA / OACI | Ville desservie | Passagers      |
| -- | ---------- | -------------------------------------------------- | ---------------- | --------------- | -------------- |
| 1  | Panama     | Aéroport international de Tocumen                  | PTY / MPTO       | Ville de Panama | 14 741 937 [1] |
| 2  | Costa Rica | Aéroport international Juan-Santamaría de San José | SJO / MROC       | San José        | 6 456 750 [2]  |
| 3  | Salvador   | Aéroport international du Salvador                 | SAL / MSLP       | San Salvador    | 2 984 764 [3]  |
| 4  | Guatemala  | Aéroport international La Aurora                   | GUA / MGGT       | Guatemala City  | 2 579 123 [4]  |
| 5  | Nicaragua  | Aéroport international de Managua                  | MGA / MNMG       | Managua         | 1 533 034 [5]  |
| 6  | Costa Rica | Aéroport Daniel-Oduber-Quirós                      | LIR / MRLB       | Libéria         | 1 182 123 [6]  |
| 7  | Belize     | Aéroport international Philip S. W. Goldson        | BZE / MZBZ       | Belize City     | 867 976 [7]    |
| 8  | Honduras   | Aéroport international Ramón-Villeda-Morales       | SAP / MHLM       | San Pedro Sula  | 867 747 [8]    |
| 9  | Honduras   | Aéroport international de Toncontín                | TGU / MHTG       | Tegucigalpa     | 697 925 [8]    |
| 10 | Honduras   | Aéroport de Roatán                                 | RTB / MHRO       | Roatán          | 371 657 [8]    |
| 11 | Panama     | Aéroport de David                                  | DAV / MPDA       | David           | 323 465 [1]    |
| 12 | Panama     | Panama-Albrook                                     | PAC / MPMG       | Ville de Panama | 230 000 [10]   |
| 13 | Honduras   | La Ceiba-Golosón                                   | LCE / MHLC       | La Ceiba        | 165 802 [7]    |
| 14 | Panama     | Balboa, Panama                                     | BLB / MPHO       | Ville de Panama | 131 930 [1]    |
| 15 | Guatemala  | Aéroport international du Monde Maya               | FRS / MGTK       | Flores / Tikal  | 113 444 [4]    |
| 16 | Panama     | Aéroport de Río Hato                               | RIH / MPSM       | Río Hato        | 63 728 [1]     |